# Platyrrhinus infuscus
Platyrrhinus infuscus är en fladdermusart som först beskrevs av Peters 1880.  Platyrrhinus infuscus ingår i släktet Platyrrhinus och familjen bladnäsor. IUCN kategoriserar arten globalt som livskraftig. Inga underarter finns listade i Catalogue of Life.
Arten förekommer i Anderna och i angränsande bergstrakter från Colombia till Bolivia. Den vistas i bergstrakternas låga delar mellan 180 och 1900 meter över havet. Individerna vilar i växtligheten och i grottor. De bildar där mindre flockar. Platyrrhinus infuscus äter frukter som kompletteras med några blad.